# New Smyrna Beach
New Smyrna Beach és una població dels Estats Units a l'estat de Florida. Segons el cens del 2000 tenia 20.048 habitants.

## Demografia
Segons el cens del 2000, New Smyrna Beach tenia 20.048 habitants, 9.839 habitatges, i 5.844 famílies. La densitat de població era de 279,5 habitants/km².
Dels 9.839 habitatges en un 14,5% hi vivien nens de menys de 18 anys, en un 48,2% hi vivien parelles casades, en un 8,5% dones solteres, i en un 40,6% no eren unitats familiars. En el 34,2% dels habitatges hi vivien persones soles el 19% de les quals corresponia a persones de 65 anys o més que vivien soles. El nombre mitjà de persones vivint en cada habitatge era de 2,02 i el nombre mitjà de persones que vivien en cada família era de 2,52.
Per edats la població es repartia de la següent manera: un 13,9% tenia menys de 18 anys, un 5% entre 18 i 24, un 19,6% entre 25 i 44, un 26,6% de 45 a 60 i un 34,9% 65 anys o més.
L'edat mediana era de 54 anys. Per cada 100 dones de 18 o més anys hi havia 87 homes.
La renda mediana per habitatge era de 35.372 $ i la renda mediana per família de 43.409 $. Els homes tenien una renda mediana de 29.544 $ mentre que les dones 25.706 $. La renda per capita de la població era de 23.547 $. Entorn del 7,3% de les famílies i el 10,8% de la població estaven per davall del llindar de pobresa.

## Poblacions més properes
El següent diagrama mostra les poblacions més properes.